# TV Chosun
TV Chosun (hangul: TV조선; rr: TV Joseon) é um canal de televisão por assinatura sul-coreana fundada em 1 de dezembro de 2011. É propriedade do Chosun Ilbo.

## História
- 22 de julho de 2009 - A emenda da lei de mídia foi aprovada pela assembleia nacional sul-coreana para desregulamentar o mercado de mídia sul-coreano.
- 31 de dezembro de 2010 - JTBC, TV Chosun, MBN e Channel A eleitos como emissoras de canais de televisão a cabo em geral.
- 1° de dezembro de 2011 - TV Chosun começa a transmitir.

## Subsidiárias
- Chosun Media Rep
- Chosun Image Vision
- HIGROUND Co., Ltd.